# Казакова, Кристиана
Кристиана Казакова (англ. Khrystyana Kazakova; род. 1985) — американская модель русского происхождения, член движения бодипозитива. Playmate Playboy ноября 2020 года.

## Биография
Казакова родилась в Сибири, выросла в Украине. Её родители развелись, когда ей было 15 лет, и она осталась жить с матерью. Позднее её мать познакомилась с португальцем, который жил на Гавайях, тогда же они переехали в Соединённые Штаты. Она проживает в Нью-Йорке.
Казакова заняла третье место в 24-м сезоне конкурса «Топ-модель по-американски». В 2017 году она создала проект «Настоящий подиум», серию модных показов, посвящённых всем размерам и национальностям. Шоу проходили в Нью-Йорке и Лондоне. В 2018 году она также объединилась с фотографом Питером ДеВито, чтобы создать фильм «Больше, чем просто тренд». Эта серия фотографий посвящена стереотипам о гендере, разнообразии и сексуальности.
Она имеет действующие контракты с One Management, Natural Models LA, Model Werk, Bridge Models и Nomad Management. Она также стала девушкой Playboy в ноябре 2020 года.